# Farol de Kilauea
Farol Kilauea está localizado no Kilauea Point, na ilha de Kauaʻ i no Kilauea Point National Wildlife Refuge .

## História
Kīlauea Point, uma península saliente de lava estreita da costa norte do Kauai foi comprado em 1909 da empresa Kīlauea Sugar Plantation Company por um dólar.
Antes que a construção pudesse começar, um método para entregar suprimentos até o local teve que ser desenvolvido. Devido à falta de boas estradas do porto de Nawiliwili, foi tomada a decisão de trazer o material por mar. O navio de abastecimento de faróis Kukui ancorava no mar e depois despachava pequenos barcos com suprimentos para uma enseada perto do ponto. Como não havia pouso na praia, os barcos ancoravam em travas cimentadas nas rochas de lava no cabo. Uma torre de lança, construída em uma saliência acima da água, levantaria os suprimentos dos barcos e os colocaria em uma plataforma de carregamento de 34 m acima da água.
Finalmente, depois de quase quatro anos de planejamento, a construção começou em julho de 1912 e o farol foi dedicada em 1 de maio de 1913. A torre foi construída em um estilo de arquitetura neoclássica de concreto armado. A torre é um cilindro ligeiramente afilado de cerca de 16 m de altura. A parte superior possui passadeira circular de aço com corrimão. A lente é uma das sete lentes Fresnel de segunda ordem restantes em um farol nos EUA. Barbier, Bernard e Turenne fabricaram as lentes em Paris, França . Os 4.100 kilos de massa da lente flutua em mercúrio e ar comprimido. A lente era girada por um sistema de roldanas acionadas por pesos que precisavam ser zeradas por um operador a cada 3,5 horas. Uma casa de armazenamento de óleo foi construída a 47 m a sudeste da luz, e uma pequena casa de máquinas em uma pequena enseada abaixo do ponto. Cerca de 300 m ao sul é uma área residencial com três pequenas casas de pedra. Cada casa e o próprio farol possuem um reservatório de água.
O cabo é acessado pela Rota 56 (chamada Rodovia Kuhio), ao norte da cidade de Kilauea . Em 29 de junho de 1927, os pilotos do Air Corps do Exército dos Estados Unidos do avião Bird of Paradise, Lester J. Maitland e Albert F. Hegenberger, estavam tentando o primeiro voo transpacífico da Califórnia para o Havaí. Uma hora antes do amanhecer, cientes de que estavam ligeiramente ao norte de seu curso planejado e com seu receptor de rádio direcional não funcionando, eles avistaram o Farol de Kilauea como planejado para verificar a sua posição.
Um farol de rádio foi adicionado em 1930 e, com o gerador adicionado, a luz foi alterada para ser alimentada por eletricidade. Originalmente com 250.000 velas de potência, a luz atingiu 2.500.000 de velas em 1958. A estação funcionou até 1974, quando foi automatizada. Em fevereiro de 1976, a luz foi movida para uma torre menor próxima e a torre foi lacrada. Foi uma das últimas luzes convertidas em automação pela Guarda Costeira dos Estados Unidos nas ilhas havaianas. O farol foi substituído em 1956 e, na década de 1980, convertido em um centro de visitantes.  Foi adicionado à lista do Registro Nacional de Locais Históricos no Havaí em 1979. O distrito histórico incluiu 31 acre(s)s (13 ha).

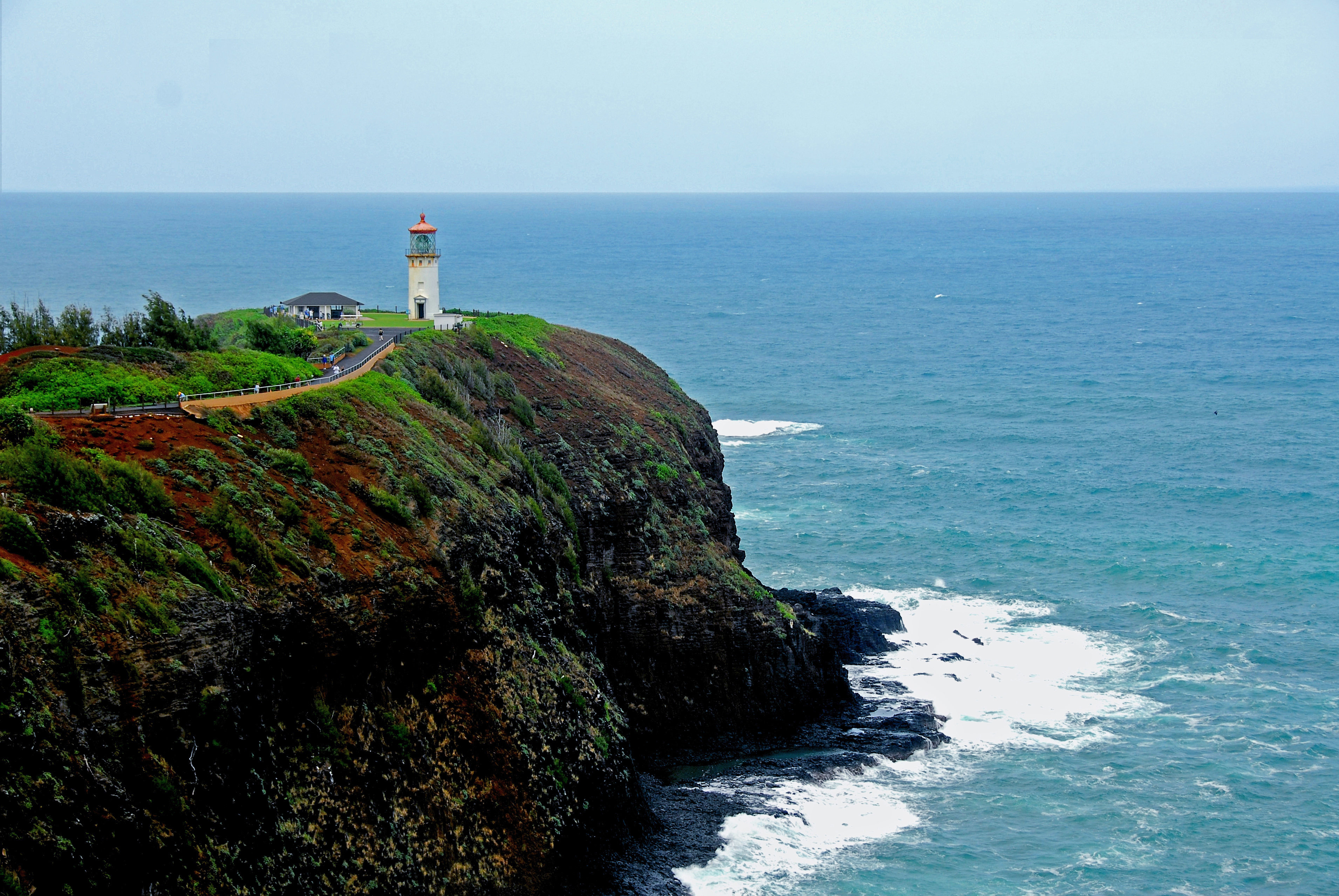
Kilauea Point, 2008

Em 1985, o Refúgio Nacional de Vida Selvagem de Kīlauea Point, começou com a Estação da Guarda Costeira original e, em seguida, expandindo para preservar o habitat circundante. Um novo centro de visitantes foi construído em 1988. Os edifícios foram danificados pelo furacão Iniki em setembro de 1992, mas foram reparados. O centro de visitantes é operado pela Associação de História Natural de Kīlauea Point. A partir do final de 2008, o grupo arrecadou recursos para a restauração do farol.

## Na cultura popular
O Farol Kilauea pode ser visto brevemente no filme animado da Disney, Lilo & Stitch, e que desempenha um papel mais importante na sequela, Stitch! The Movie. No filme, o farol serve como um ponto de encontro onde os protagonistas devem trocar os primeiros 624 experimentos de Jumba Jookiba (o 625º experimento foi feito por Gantu anteriormente) com o antagonista Dr. Jacques von Hämsterviel pelo próprio Jumba. O farol da franquia foi dito no filme ter fechado anos atrás devido aos problemas financeiros de mantê-lo funcionando. No final do filme, no entanto, o Experimento 221 - um experimento elétrico que Lilo chama de " Sparky " - recebe o farol como um novo lar, e ele usa seu poder para fazer o farol brilhar novamente.